# Beljaš
Il beljaš è un piatto originario della cucina tartara e baschira, diffuso in Russia e nei Paesi della CSI.

## Caratteristiche

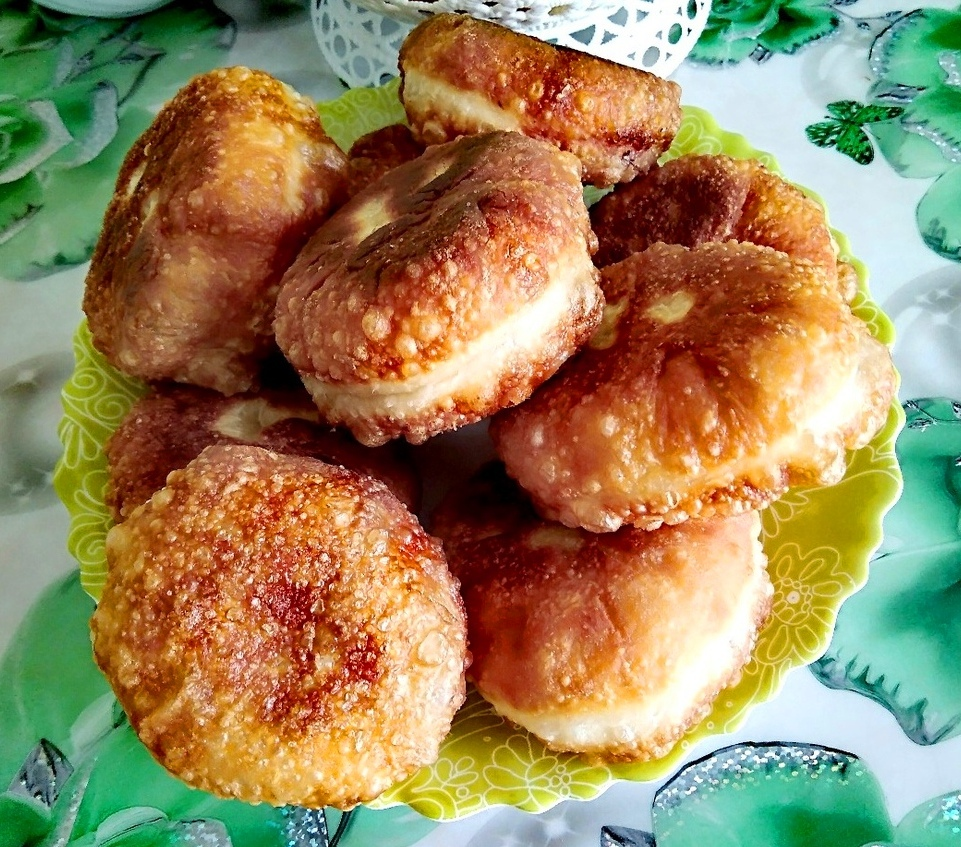
Beljaš dalla Siberia

Si tratta di un piccolo tortino di pasta ripieno di carne e fritto
.